# Tarandacuao
Tarandacuao è una municipalità dello stato di Guanajuato, nel Messico centrale, il cui capoluogo è l'omonima località.
La municipalità conta 11.641 abitanti e ha un'estensione di 119,98 km².